# Roland Wohlfarth
Roland Wohlfarth (Bocholt, 11. siječnja 1963.), bivši je njemački nogometaš.
U Bundesligi je nastupao od 1981. do 1998., igrajući u 287 utakmica i postigavši 120 golova. Na početku krijere, Wohlfarth je igrao za Borussiju Bocholt kao junior, zatim za Duisburg, Bayern München, Leipzig i Bochum. Karijeru je završio 2000. godine u Wuppertalu. S Bayern Münchenom, pet puta je osvojio Bundesligu, a jednom njemački kup. 
Dva je puta zaigrao za reprezentaciju, 1986. i 1989. godine.
Wohlfarth je sudjelovao u prvom bundesligaškom suđenju za doping. Suđenje je započelo 16. veljače 1995., kad je Wohlfarth optužen za korištenje zabranjenih supstanci (anoreksici), a dobio je kaznu od 2 mjeseca neigranja.

## Vanjske poveznice
- Statistika na Fussballdaten.de (njem.)